# Atethmia pallida
Atethmia pallida là một loài bướm đêm trong họ Noctuidae.